# Пішаковий штурм
Пішако́вий штурм — атака за допомогою пішаків. Його застосовують переважно для руйнування позиції ворожого короля та створення матових загроз.

## Фактори ефективності
Результат пішакового штурму значною мірою залежить від низки  супутніх факторів: 
- Розташування фігур.
- наявність напіввідкритих ліній. Їх використовують для атаки важких фігур на слабкості та фігури супротивника.
- ступінь просунутості власних пішаків. Чим далі просунуті пішаки, тим гострішою є позиція.
- міцність центру. Володіння центром та його закритість сприяють проведенню штурму.
- розташування пішаків суперника на атакованій ділянці. Висунуті пішаки біля рокірованого короля слугують природними мішенями для атаки. Важче здійснити пішаковий штурм, якщо пішаки опонента знаходяться на початкових позиціях. У цьому випадку штурм часто супроводжується позиційною жертвою пішаків.
- здатність суперника до контргри. Чим більше у суперника можливостей для цього, тим ризикованішим є здійснення пішакового штурму.

## Застосування

### При різнобічних рокіровках
При різнобічних рокіровках частіше виникає можливість проведення обопільних пішакових штурмів, ніж при односторонніх. Причина полягає в тому, що, якщо при односторонніх рокіровках, наступ пішаків послаблює позицію власного короля, то при різнобічних цього не відбувається. 
Вирішальним фактором стає час: той, хто шляхом просуванням своїх пішаків першим зможе створити погрози, опиниться у вигідній позиції, оскільки інший гравець буде змушений припинити свій наступ та почати оборонятись. 

### На ферзевому фланзі
Зазвичай, пішаковий штурм проводять на королівському фланзі як один з етапів стратегічного плану атаки на короля. Однак не менш ефективно цей прийом може застосовуватися і на ферзевому фланзі. Яскравим прикладом є  атака пішакової меншості. 

### У дебюті
Ідею пішакового штурму покладено в основу низки дебютних систем, наприклад системи Земіша у староіндійському захисті. 

## Приклад
Типовий пішаковий штурм відбувся в партії Мілан Відмар — Зігберт Тарраш. 
В позиції на діаграмі білі мають всі підстави для початку пішакової атаки: висунутий вперед пішак h6 послаблює пішакове прикриття чорного короля, слон на f6 затиснений, відсутня контргра чорних у центрі. 
18. g4 Kpf8 
19. h4 Kg8 
20. g5 hg
21. hg Ce7 
22. Ke5 
пішаковий штурм виявився вдалим: становище короля чорних помітно погіршилось, чорного коня відкинуто на g8, де він не має жодного ходу, центр білих посилився конем на е5, через відкриту вертикаль h 
може відбутися вторгнення важких фігур. 
|   | a | b | c | d | e | f | g | h |   |
| 8 | a8 чорна тура · c8 чорний слон · d8 чорна тура · g8 чорний король · a7 чорний ферзь · b7 чорний пішак · e7 чорний кінь · f7 чорний пішак · g7 чорний пішак · a6 чорний пішак · e6 чорний пішак · f6 чорний слон · h6 чорний пішак · d5 чорний кінь · b4 білий пішак · c4 білий слон · d4 білий пішак · e4 білий кінь · a3 білий пішак · d3 білий ферзь · e3 білий слон · f3 білий кінь · f2 білий пішак · g2 білий пішак · h2 білий пішак · c1 біла тура · d1 біла тура · g1 білий король | a8 чорна тура · c8 чорний слон · d8 чорна тура · g8 чорний король · a7 чорний ферзь · b7 чорний пішак · e7 чорний кінь · f7 чорний пішак · g7 чорний пішак · a6 чорний пішак · e6 чорний пішак · f6 чорний слон · h6 чорний пішак · d5 чорний кінь · b4 білий пішак · c4 білий слон · d4 білий пішак · e4 білий кінь · a3 білий пішак · d3 білий ферзь · e3 білий слон · f3 білий кінь · f2 білий пішак · g2 білий пішак · h2 білий пішак · c1 біла тура · d1 біла тура · g1 білий король | a8 чорна тура · c8 чорний слон · d8 чорна тура · g8 чорний король · a7 чорний ферзь · b7 чорний пішак · e7 чорний кінь · f7 чорний пішак · g7 чорний пішак · a6 чорний пішак · e6 чорний пішак · f6 чорний слон · h6 чорний пішак · d5 чорний кінь · b4 білий пішак · c4 білий слон · d4 білий пішак · e4 білий кінь · a3 білий пішак · d3 білий ферзь · e3 білий слон · f3 білий кінь · f2 білий пішак · g2 білий пішак · h2 білий пішак · c1 біла тура · d1 біла тура · g1 білий король | a8 чорна тура · c8 чорний слон · d8 чорна тура · g8 чорний король · a7 чорний ферзь · b7 чорний пішак · e7 чорний кінь · f7 чорний пішак · g7 чорний пішак · a6 чорний пішак · e6 чорний пішак · f6 чорний слон · h6 чорний пішак · d5 чорний кінь · b4 білий пішак · c4 білий слон · d4 білий пішак · e4 білий кінь · a3 білий пішак · d3 білий ферзь · e3 білий слон · f3 білий кінь · f2 білий пішак · g2 білий пішак · h2 білий пішак · c1 біла тура · d1 біла тура · g1 білий король | a8 чорна тура · c8 чорний слон · d8 чорна тура · g8 чорний король · a7 чорний ферзь · b7 чорний пішак · e7 чорний кінь · f7 чорний пішак · g7 чорний пішак · a6 чорний пішак · e6 чорний пішак · f6 чорний слон · h6 чорний пішак · d5 чорний кінь · b4 білий пішак · c4 білий слон · d4 білий пішак · e4 білий кінь · a3 білий пішак · d3 білий ферзь · e3 білий слон · f3 білий кінь · f2 білий пішак · g2 білий пішак · h2 білий пішак · c1 біла тура · d1 біла тура · g1 білий король | a8 чорна тура · c8 чорний слон · d8 чорна тура · g8 чорний король · a7 чорний ферзь · b7 чорний пішак · e7 чорний кінь · f7 чорний пішак · g7 чорний пішак · a6 чорний пішак · e6 чорний пішак · f6 чорний слон · h6 чорний пішак · d5 чорний кінь · b4 білий пішак · c4 білий слон · d4 білий пішак · e4 білий кінь · a3 білий пішак · d3 білий ферзь · e3 білий слон · f3 білий кінь · f2 білий пішак · g2 білий пішак · h2 білий пішак · c1 біла тура · d1 біла тура · g1 білий король | a8 чорна тура · c8 чорний слон · d8 чорна тура · g8 чорний король · a7 чорний ферзь · b7 чорний пішак · e7 чорний кінь · f7 чорний пішак · g7 чорний пішак · a6 чорний пішак · e6 чорний пішак · f6 чорний слон · h6 чорний пішак · d5 чорний кінь · b4 білий пішак · c4 білий слон · d4 білий пішак · e4 білий кінь · a3 білий пішак · d3 білий ферзь · e3 білий слон · f3 білий кінь · f2 білий пішак · g2 білий пішак · h2 білий пішак · c1 біла тура · d1 біла тура · g1 білий король | a8 чорна тура · c8 чорний слон · d8 чорна тура · g8 чорний король · a7 чорний ферзь · b7 чорний пішак · e7 чорний кінь · f7 чорний пішак · g7 чорний пішак · a6 чорний пішак · e6 чорний пішак · f6 чорний слон · h6 чорний пішак · d5 чорний кінь · b4 білий пішак · c4 білий слон · d4 білий пішак · e4 білий кінь · a3 білий пішак · d3 білий ферзь · e3 білий слон · f3 білий кінь · f2 білий пішак · g2 білий пішак · h2 білий пішак · c1 біла тура · d1 біла тура · g1 білий король | 8 |
| 7 | a8 чорна тура · c8 чорний слон · d8 чорна тура · g8 чорний король · a7 чорний ферзь · b7 чорний пішак · e7 чорний кінь · f7 чорний пішак · g7 чорний пішак · a6 чорний пішак · e6 чорний пішак · f6 чорний слон · h6 чорний пішак · d5 чорний кінь · b4 білий пішак · c4 білий слон · d4 білий пішак · e4 білий кінь · a3 білий пішак · d3 білий ферзь · e3 білий слон · f3 білий кінь · f2 білий пішак · g2 білий пішак · h2 білий пішак · c1 біла тура · d1 біла тура · g1 білий король | a8 чорна тура · c8 чорний слон · d8 чорна тура · g8 чорний король · a7 чорний ферзь · b7 чорний пішак · e7 чорний кінь · f7 чорний пішак · g7 чорний пішак · a6 чорний пішак · e6 чорний пішак · f6 чорний слон · h6 чорний пішак · d5 чорний кінь · b4 білий пішак · c4 білий слон · d4 білий пішак · e4 білий кінь · a3 білий пішак · d3 білий ферзь · e3 білий слон · f3 білий кінь · f2 білий пішак · g2 білий пішак · h2 білий пішак · c1 біла тура · d1 біла тура · g1 білий король | a8 чорна тура · c8 чорний слон · d8 чорна тура · g8 чорний король · a7 чорний ферзь · b7 чорний пішак · e7 чорний кінь · f7 чорний пішак · g7 чорний пішак · a6 чорний пішак · e6 чорний пішак · f6 чорний слон · h6 чорний пішак · d5 чорний кінь · b4 білий пішак · c4 білий слон · d4 білий пішак · e4 білий кінь · a3 білий пішак · d3 білий ферзь · e3 білий слон · f3 білий кінь · f2 білий пішак · g2 білий пішак · h2 білий пішак · c1 біла тура · d1 біла тура · g1 білий король | a8 чорна тура · c8 чорний слон · d8 чорна тура · g8 чорний король · a7 чорний ферзь · b7 чорний пішак · e7 чорний кінь · f7 чорний пішак · g7 чорний пішак · a6 чорний пішак · e6 чорний пішак · f6 чорний слон · h6 чорний пішак · d5 чорний кінь · b4 білий пішак · c4 білий слон · d4 білий пішак · e4 білий кінь · a3 білий пішак · d3 білий ферзь · e3 білий слон · f3 білий кінь · f2 білий пішак · g2 білий пішак · h2 білий пішак · c1 біла тура · d1 біла тура · g1 білий король | a8 чорна тура · c8 чорний слон · d8 чорна тура · g8 чорний король · a7 чорний ферзь · b7 чорний пішак · e7 чорний кінь · f7 чорний пішак · g7 чорний пішак · a6 чорний пішак · e6 чорний пішак · f6 чорний слон · h6 чорний пішак · d5 чорний кінь · b4 білий пішак · c4 білий слон · d4 білий пішак · e4 білий кінь · a3 білий пішак · d3 білий ферзь · e3 білий слон · f3 білий кінь · f2 білий пішак · g2 білий пішак · h2 білий пішак · c1 біла тура · d1 біла тура · g1 білий король | a8 чорна тура · c8 чорний слон · d8 чорна тура · g8 чорний король · a7 чорний ферзь · b7 чорний пішак · e7 чорний кінь · f7 чорний пішак · g7 чорний пішак · a6 чорний пішак · e6 чорний пішак · f6 чорний слон · h6 чорний пішак · d5 чорний кінь · b4 білий пішак · c4 білий слон · d4 білий пішак · e4 білий кінь · a3 білий пішак · d3 білий ферзь · e3 білий слон · f3 білий кінь · f2 білий пішак · g2 білий пішак · h2 білий пішак · c1 біла тура · d1 біла тура · g1 білий король | a8 чорна тура · c8 чорний слон · d8 чорна тура · g8 чорний король · a7 чорний ферзь · b7 чорний пішак · e7 чорний кінь · f7 чорний пішак · g7 чорний пішак · a6 чорний пішак · e6 чорний пішак · f6 чорний слон · h6 чорний пішак · d5 чорний кінь · b4 білий пішак · c4 білий слон · d4 білий пішак · e4 білий кінь · a3 білий пішак · d3 білий ферзь · e3 білий слон · f3 білий кінь · f2 білий пішак · g2 білий пішак · h2 білий пішак · c1 біла тура · d1 біла тура · g1 білий король | a8 чорна тура · c8 чорний слон · d8 чорна тура · g8 чорний король · a7 чорний ферзь · b7 чорний пішак · e7 чорний кінь · f7 чорний пішак · g7 чорний пішак · a6 чорний пішак · e6 чорний пішак · f6 чорний слон · h6 чорний пішак · d5 чорний кінь · b4 білий пішак · c4 білий слон · d4 білий пішак · e4 білий кінь · a3 білий пішак · d3 білий ферзь · e3 білий слон · f3 білий кінь · f2 білий пішак · g2 білий пішак · h2 білий пішак · c1 біла тура · d1 біла тура · g1 білий король | 7 |
| 6 | a8 чорна тура · c8 чорний слон · d8 чорна тура · g8 чорний король · a7 чорний ферзь · b7 чорний пішак · e7 чорний кінь · f7 чорний пішак · g7 чорний пішак · a6 чорний пішак · e6 чорний пішак · f6 чорний слон · h6 чорний пішак · d5 чорний кінь · b4 білий пішак · c4 білий слон · d4 білий пішак · e4 білий кінь · a3 білий пішак · d3 білий ферзь · e3 білий слон · f3 білий кінь · f2 білий пішак · g2 білий пішак · h2 білий пішак · c1 біла тура · d1 біла тура · g1 білий король | a8 чорна тура · c8 чорний слон · d8 чорна тура · g8 чорний король · a7 чорний ферзь · b7 чорний пішак · e7 чорний кінь · f7 чорний пішак · g7 чорний пішак · a6 чорний пішак · e6 чорний пішак · f6 чорний слон · h6 чорний пішак · d5 чорний кінь · b4 білий пішак · c4 білий слон · d4 білий пішак · e4 білий кінь · a3 білий пішак · d3 білий ферзь · e3 білий слон · f3 білий кінь · f2 білий пішак · g2 білий пішак · h2 білий пішак · c1 біла тура · d1 біла тура · g1 білий король | a8 чорна тура · c8 чорний слон · d8 чорна тура · g8 чорний король · a7 чорний ферзь · b7 чорний пішак · e7 чорний кінь · f7 чорний пішак · g7 чорний пішак · a6 чорний пішак · e6 чорний пішак · f6 чорний слон · h6 чорний пішак · d5 чорний кінь · b4 білий пішак · c4 білий слон · d4 білий пішак · e4 білий кінь · a3 білий пішак · d3 білий ферзь · e3 білий слон · f3 білий кінь · f2 білий пішак · g2 білий пішак · h2 білий пішак · c1 біла тура · d1 біла тура · g1 білий король | a8 чорна тура · c8 чорний слон · d8 чорна тура · g8 чорний король · a7 чорний ферзь · b7 чорний пішак · e7 чорний кінь · f7 чорний пішак · g7 чорний пішак · a6 чорний пішак · e6 чорний пішак · f6 чорний слон · h6 чорний пішак · d5 чорний кінь · b4 білий пішак · c4 білий слон · d4 білий пішак · e4 білий кінь · a3 білий пішак · d3 білий ферзь · e3 білий слон · f3 білий кінь · f2 білий пішак · g2 білий пішак · h2 білий пішак · c1 біла тура · d1 біла тура · g1 білий король | a8 чорна тура · c8 чорний слон · d8 чорна тура · g8 чорний король · a7 чорний ферзь · b7 чорний пішак · e7 чорний кінь · f7 чорний пішак · g7 чорний пішак · a6 чорний пішак · e6 чорний пішак · f6 чорний слон · h6 чорний пішак · d5 чорний кінь · b4 білий пішак · c4 білий слон · d4 білий пішак · e4 білий кінь · a3 білий пішак · d3 білий ферзь · e3 білий слон · f3 білий кінь · f2 білий пішак · g2 білий пішак · h2 білий пішак · c1 біла тура · d1 біла тура · g1 білий король | a8 чорна тура · c8 чорний слон · d8 чорна тура · g8 чорний король · a7 чорний ферзь · b7 чорний пішак · e7 чорний кінь · f7 чорний пішак · g7 чорний пішак · a6 чорний пішак · e6 чорний пішак · f6 чорний слон · h6 чорний пішак · d5 чорний кінь · b4 білий пішак · c4 білий слон · d4 білий пішак · e4 білий кінь · a3 білий пішак · d3 білий ферзь · e3 білий слон · f3 білий кінь · f2 білий пішак · g2 білий пішак · h2 білий пішак · c1 біла тура · d1 біла тура · g1 білий король | a8 чорна тура · c8 чорний слон · d8 чорна тура · g8 чорний король · a7 чорний ферзь · b7 чорний пішак · e7 чорний кінь · f7 чорний пішак · g7 чорний пішак · a6 чорний пішак · e6 чорний пішак · f6 чорний слон · h6 чорний пішак · d5 чорний кінь · b4 білий пішак · c4 білий слон · d4 білий пішак · e4 білий кінь · a3 білий пішак · d3 білий ферзь · e3 білий слон · f3 білий кінь · f2 білий пішак · g2 білий пішак · h2 білий пішак · c1 біла тура · d1 біла тура · g1 білий король | a8 чорна тура · c8 чорний слон · d8 чорна тура · g8 чорний король · a7 чорний ферзь · b7 чорний пішак · e7 чорний кінь · f7 чорний пішак · g7 чорний пішак · a6 чорний пішак · e6 чорний пішак · f6 чорний слон · h6 чорний пішак · d5 чорний кінь · b4 білий пішак · c4 білий слон · d4 білий пішак · e4 білий кінь · a3 білий пішак · d3 білий ферзь · e3 білий слон · f3 білий кінь · f2 білий пішак · g2 білий пішак · h2 білий пішак · c1 біла тура · d1 біла тура · g1 білий король | 6 |
| 5 | a8 чорна тура · c8 чорний слон · d8 чорна тура · g8 чорний король · a7 чорний ферзь · b7 чорний пішак · e7 чорний кінь · f7 чорний пішак · g7 чорний пішак · a6 чорний пішак · e6 чорний пішак · f6 чорний слон · h6 чорний пішак · d5 чорний кінь · b4 білий пішак · c4 білий слон · d4 білий пішак · e4 білий кінь · a3 білий пішак · d3 білий ферзь · e3 білий слон · f3 білий кінь · f2 білий пішак · g2 білий пішак · h2 білий пішак · c1 біла тура · d1 біла тура · g1 білий король | a8 чорна тура · c8 чорний слон · d8 чорна тура · g8 чорний король · a7 чорний ферзь · b7 чорний пішак · e7 чорний кінь · f7 чорний пішак · g7 чорний пішак · a6 чорний пішак · e6 чорний пішак · f6 чорний слон · h6 чорний пішак · d5 чорний кінь · b4 білий пішак · c4 білий слон · d4 білий пішак · e4 білий кінь · a3 білий пішак · d3 білий ферзь · e3 білий слон · f3 білий кінь · f2 білий пішак · g2 білий пішак · h2 білий пішак · c1 біла тура · d1 біла тура · g1 білий король | a8 чорна тура · c8 чорний слон · d8 чорна тура · g8 чорний король · a7 чорний ферзь · b7 чорний пішак · e7 чорний кінь · f7 чорний пішак · g7 чорний пішак · a6 чорний пішак · e6 чорний пішак · f6 чорний слон · h6 чорний пішак · d5 чорний кінь · b4 білий пішак · c4 білий слон · d4 білий пішак · e4 білий кінь · a3 білий пішак · d3 білий ферзь · e3 білий слон · f3 білий кінь · f2 білий пішак · g2 білий пішак · h2 білий пішак · c1 біла тура · d1 біла тура · g1 білий король | a8 чорна тура · c8 чорний слон · d8 чорна тура · g8 чорний король · a7 чорний ферзь · b7 чорний пішак · e7 чорний кінь · f7 чорний пішак · g7 чорний пішак · a6 чорний пішак · e6 чорний пішак · f6 чорний слон · h6 чорний пішак · d5 чорний кінь · b4 білий пішак · c4 білий слон · d4 білий пішак · e4 білий кінь · a3 білий пішак · d3 білий ферзь · e3 білий слон · f3 білий кінь · f2 білий пішак · g2 білий пішак · h2 білий пішак · c1 біла тура · d1 біла тура · g1 білий король | a8 чорна тура · c8 чорний слон · d8 чорна тура · g8 чорний король · a7 чорний ферзь · b7 чорний пішак · e7 чорний кінь · f7 чорний пішак · g7 чорний пішак · a6 чорний пішак · e6 чорний пішак · f6 чорний слон · h6 чорний пішак · d5 чорний кінь · b4 білий пішак · c4 білий слон · d4 білий пішак · e4 білий кінь · a3 білий пішак · d3 білий ферзь · e3 білий слон · f3 білий кінь · f2 білий пішак · g2 білий пішак · h2 білий пішак · c1 біла тура · d1 біла тура · g1 білий король | a8 чорна тура · c8 чорний слон · d8 чорна тура · g8 чорний король · a7 чорний ферзь · b7 чорний пішак · e7 чорний кінь · f7 чорний пішак · g7 чорний пішак · a6 чорний пішак · e6 чорний пішак · f6 чорний слон · h6 чорний пішак · d5 чорний кінь · b4 білий пішак · c4 білий слон · d4 білий пішак · e4 білий кінь · a3 білий пішак · d3 білий ферзь · e3 білий слон · f3 білий кінь · f2 білий пішак · g2 білий пішак · h2 білий пішак · c1 біла тура · d1 біла тура · g1 білий король | a8 чорна тура · c8 чорний слон · d8 чорна тура · g8 чорний король · a7 чорний ферзь · b7 чорний пішак · e7 чорний кінь · f7 чорний пішак · g7 чорний пішак · a6 чорний пішак · e6 чорний пішак · f6 чорний слон · h6 чорний пішак · d5 чорний кінь · b4 білий пішак · c4 білий слон · d4 білий пішак · e4 білий кінь · a3 білий пішак · d3 білий ферзь · e3 білий слон · f3 білий кінь · f2 білий пішак · g2 білий пішак · h2 білий пішак · c1 біла тура · d1 біла тура · g1 білий король | a8 чорна тура · c8 чорний слон · d8 чорна тура · g8 чорний король · a7 чорний ферзь · b7 чорний пішак · e7 чорний кінь · f7 чорний пішак · g7 чорний пішак · a6 чорний пішак · e6 чорний пішак · f6 чорний слон · h6 чорний пішак · d5 чорний кінь · b4 білий пішак · c4 білий слон · d4 білий пішак · e4 білий кінь · a3 білий пішак · d3 білий ферзь · e3 білий слон · f3 білий кінь · f2 білий пішак · g2 білий пішак · h2 білий пішак · c1 біла тура · d1 біла тура · g1 білий король | 5 |
| 4 | a8 чорна тура · c8 чорний слон · d8 чорна тура · g8 чорний король · a7 чорний ферзь · b7 чорний пішак · e7 чорний кінь · f7 чорний пішак · g7 чорний пішак · a6 чорний пішак · e6 чорний пішак · f6 чорний слон · h6 чорний пішак · d5 чорний кінь · b4 білий пішак · c4 білий слон · d4 білий пішак · e4 білий кінь · a3 білий пішак · d3 білий ферзь · e3 білий слон · f3 білий кінь · f2 білий пішак · g2 білий пішак · h2 білий пішак · c1 біла тура · d1 біла тура · g1 білий король | a8 чорна тура · c8 чорний слон · d8 чорна тура · g8 чорний король · a7 чорний ферзь · b7 чорний пішак · e7 чорний кінь · f7 чорний пішак · g7 чорний пішак · a6 чорний пішак · e6 чорний пішак · f6 чорний слон · h6 чорний пішак · d5 чорний кінь · b4 білий пішак · c4 білий слон · d4 білий пішак · e4 білий кінь · a3 білий пішак · d3 білий ферзь · e3 білий слон · f3 білий кінь · f2 білий пішак · g2 білий пішак · h2 білий пішак · c1 біла тура · d1 біла тура · g1 білий король | a8 чорна тура · c8 чорний слон · d8 чорна тура · g8 чорний король · a7 чорний ферзь · b7 чорний пішак · e7 чорний кінь · f7 чорний пішак · g7 чорний пішак · a6 чорний пішак · e6 чорний пішак · f6 чорний слон · h6 чорний пішак · d5 чорний кінь · b4 білий пішак · c4 білий слон · d4 білий пішак · e4 білий кінь · a3 білий пішак · d3 білий ферзь · e3 білий слон · f3 білий кінь · f2 білий пішак · g2 білий пішак · h2 білий пішак · c1 біла тура · d1 біла тура · g1 білий король | a8 чорна тура · c8 чорний слон · d8 чорна тура · g8 чорний король · a7 чорний ферзь · b7 чорний пішак · e7 чорний кінь · f7 чорний пішак · g7 чорний пішак · a6 чорний пішак · e6 чорний пішак · f6 чорний слон · h6 чорний пішак · d5 чорний кінь · b4 білий пішак · c4 білий слон · d4 білий пішак · e4 білий кінь · a3 білий пішак · d3 білий ферзь · e3 білий слон · f3 білий кінь · f2 білий пішак · g2 білий пішак · h2 білий пішак · c1 біла тура · d1 біла тура · g1 білий король | a8 чорна тура · c8 чорний слон · d8 чорна тура · g8 чорний король · a7 чорний ферзь · b7 чорний пішак · e7 чорний кінь · f7 чорний пішак · g7 чорний пішак · a6 чорний пішак · e6 чорний пішак · f6 чорний слон · h6 чорний пішак · d5 чорний кінь · b4 білий пішак · c4 білий слон · d4 білий пішак · e4 білий кінь · a3 білий пішак · d3 білий ферзь · e3 білий слон · f3 білий кінь · f2 білий пішак · g2 білий пішак · h2 білий пішак · c1 біла тура · d1 біла тура · g1 білий король | a8 чорна тура · c8 чорний слон · d8 чорна тура · g8 чорний король · a7 чорний ферзь · b7 чорний пішак · e7 чорний кінь · f7 чорний пішак · g7 чорний пішак · a6 чорний пішак · e6 чорний пішак · f6 чорний слон · h6 чорний пішак · d5 чорний кінь · b4 білий пішак · c4 білий слон · d4 білий пішак · e4 білий кінь · a3 білий пішак · d3 білий ферзь · e3 білий слон · f3 білий кінь · f2 білий пішак · g2 білий пішак · h2 білий пішак · c1 біла тура · d1 біла тура · g1 білий король | a8 чорна тура · c8 чорний слон · d8 чорна тура · g8 чорний король · a7 чорний ферзь · b7 чорний пішак · e7 чорний кінь · f7 чорний пішак · g7 чорний пішак · a6 чорний пішак · e6 чорний пішак · f6 чорний слон · h6 чорний пішак · d5 чорний кінь · b4 білий пішак · c4 білий слон · d4 білий пішак · e4 білий кінь · a3 білий пішак · d3 білий ферзь · e3 білий слон · f3 білий кінь · f2 білий пішак · g2 білий пішак · h2 білий пішак · c1 біла тура · d1 біла тура · g1 білий король | a8 чорна тура · c8 чорний слон · d8 чорна тура · g8 чорний король · a7 чорний ферзь · b7 чорний пішак · e7 чорний кінь · f7 чорний пішак · g7 чорний пішак · a6 чорний пішак · e6 чорний пішак · f6 чорний слон · h6 чорний пішак · d5 чорний кінь · b4 білий пішак · c4 білий слон · d4 білий пішак · e4 білий кінь · a3 білий пішак · d3 білий ферзь · e3 білий слон · f3 білий кінь · f2 білий пішак · g2 білий пішак · h2 білий пішак · c1 біла тура · d1 біла тура · g1 білий король | 4 |
| 3 | a8 чорна тура · c8 чорний слон · d8 чорна тура · g8 чорний король · a7 чорний ферзь · b7 чорний пішак · e7 чорний кінь · f7 чорний пішак · g7 чорний пішак · a6 чорний пішак · e6 чорний пішак · f6 чорний слон · h6 чорний пішак · d5 чорний кінь · b4 білий пішак · c4 білий слон · d4 білий пішак · e4 білий кінь · a3 білий пішак · d3 білий ферзь · e3 білий слон · f3 білий кінь · f2 білий пішак · g2 білий пішак · h2 білий пішак · c1 біла тура · d1 біла тура · g1 білий король | a8 чорна тура · c8 чорний слон · d8 чорна тура · g8 чорний король · a7 чорний ферзь · b7 чорний пішак · e7 чорний кінь · f7 чорний пішак · g7 чорний пішак · a6 чорний пішак · e6 чорний пішак · f6 чорний слон · h6 чорний пішак · d5 чорний кінь · b4 білий пішак · c4 білий слон · d4 білий пішак · e4 білий кінь · a3 білий пішак · d3 білий ферзь · e3 білий слон · f3 білий кінь · f2 білий пішак · g2 білий пішак · h2 білий пішак · c1 біла тура · d1 біла тура · g1 білий король | a8 чорна тура · c8 чорний слон · d8 чорна тура · g8 чорний король · a7 чорний ферзь · b7 чорний пішак · e7 чорний кінь · f7 чорний пішак · g7 чорний пішак · a6 чорний пішак · e6 чорний пішак · f6 чорний слон · h6 чорний пішак · d5 чорний кінь · b4 білий пішак · c4 білий слон · d4 білий пішак · e4 білий кінь · a3 білий пішак · d3 білий ферзь · e3 білий слон · f3 білий кінь · f2 білий пішак · g2 білий пішак · h2 білий пішак · c1 біла тура · d1 біла тура · g1 білий король | a8 чорна тура · c8 чорний слон · d8 чорна тура · g8 чорний король · a7 чорний ферзь · b7 чорний пішак · e7 чорний кінь · f7 чорний пішак · g7 чорний пішак · a6 чорний пішак · e6 чорний пішак · f6 чорний слон · h6 чорний пішак · d5 чорний кінь · b4 білий пішак · c4 білий слон · d4 білий пішак · e4 білий кінь · a3 білий пішак · d3 білий ферзь · e3 білий слон · f3 білий кінь · f2 білий пішак · g2 білий пішак · h2 білий пішак · c1 біла тура · d1 біла тура · g1 білий король | a8 чорна тура · c8 чорний слон · d8 чорна тура · g8 чорний король · a7 чорний ферзь · b7 чорний пішак · e7 чорний кінь · f7 чорний пішак · g7 чорний пішак · a6 чорний пішак · e6 чорний пішак · f6 чорний слон · h6 чорний пішак · d5 чорний кінь · b4 білий пішак · c4 білий слон · d4 білий пішак · e4 білий кінь · a3 білий пішак · d3 білий ферзь · e3 білий слон · f3 білий кінь · f2 білий пішак · g2 білий пішак · h2 білий пішак · c1 біла тура · d1 біла тура · g1 білий король | a8 чорна тура · c8 чорний слон · d8 чорна тура · g8 чорний король · a7 чорний ферзь · b7 чорний пішак · e7 чорний кінь · f7 чорний пішак · g7 чорний пішак · a6 чорний пішак · e6 чорний пішак · f6 чорний слон · h6 чорний пішак · d5 чорний кінь · b4 білий пішак · c4 білий слон · d4 білий пішак · e4 білий кінь · a3 білий пішак · d3 білий ферзь · e3 білий слон · f3 білий кінь · f2 білий пішак · g2 білий пішак · h2 білий пішак · c1 біла тура · d1 біла тура · g1 білий король | a8 чорна тура · c8 чорний слон · d8 чорна тура · g8 чорний король · a7 чорний ферзь · b7 чорний пішак · e7 чорний кінь · f7 чорний пішак · g7 чорний пішак · a6 чорний пішак · e6 чорний пішак · f6 чорний слон · h6 чорний пішак · d5 чорний кінь · b4 білий пішак · c4 білий слон · d4 білий пішак · e4 білий кінь · a3 білий пішак · d3 білий ферзь · e3 білий слон · f3 білий кінь · f2 білий пішак · g2 білий пішак · h2 білий пішак · c1 біла тура · d1 біла тура · g1 білий король | a8 чорна тура · c8 чорний слон · d8 чорна тура · g8 чорний король · a7 чорний ферзь · b7 чорний пішак · e7 чорний кінь · f7 чорний пішак · g7 чорний пішак · a6 чорний пішак · e6 чорний пішак · f6 чорний слон · h6 чорний пішак · d5 чорний кінь · b4 білий пішак · c4 білий слон · d4 білий пішак · e4 білий кінь · a3 білий пішак · d3 білий ферзь · e3 білий слон · f3 білий кінь · f2 білий пішак · g2 білий пішак · h2 білий пішак · c1 біла тура · d1 біла тура · g1 білий король | 3 |
| 2 | a8 чорна тура · c8 чорний слон · d8 чорна тура · g8 чорний король · a7 чорний ферзь · b7 чорний пішак · e7 чорний кінь · f7 чорний пішак · g7 чорний пішак · a6 чорний пішак · e6 чорний пішак · f6 чорний слон · h6 чорний пішак · d5 чорний кінь · b4 білий пішак · c4 білий слон · d4 білий пішак · e4 білий кінь · a3 білий пішак · d3 білий ферзь · e3 білий слон · f3 білий кінь · f2 білий пішак · g2 білий пішак · h2 білий пішак · c1 біла тура · d1 біла тура · g1 білий король | a8 чорна тура · c8 чорний слон · d8 чорна тура · g8 чорний король · a7 чорний ферзь · b7 чорний пішак · e7 чорний кінь · f7 чорний пішак · g7 чорний пішак · a6 чорний пішак · e6 чорний пішак · f6 чорний слон · h6 чорний пішак · d5 чорний кінь · b4 білий пішак · c4 білий слон · d4 білий пішак · e4 білий кінь · a3 білий пішак · d3 білий ферзь · e3 білий слон · f3 білий кінь · f2 білий пішак · g2 білий пішак · h2 білий пішак · c1 біла тура · d1 біла тура · g1 білий король | a8 чорна тура · c8 чорний слон · d8 чорна тура · g8 чорний король · a7 чорний ферзь · b7 чорний пішак · e7 чорний кінь · f7 чорний пішак · g7 чорний пішак · a6 чорний пішак · e6 чорний пішак · f6 чорний слон · h6 чорний пішак · d5 чорний кінь · b4 білий пішак · c4 білий слон · d4 білий пішак · e4 білий кінь · a3 білий пішак · d3 білий ферзь · e3 білий слон · f3 білий кінь · f2 білий пішак · g2 білий пішак · h2 білий пішак · c1 біла тура · d1 біла тура · g1 білий король | a8 чорна тура · c8 чорний слон · d8 чорна тура · g8 чорний король · a7 чорний ферзь · b7 чорний пішак · e7 чорний кінь · f7 чорний пішак · g7 чорний пішак · a6 чорний пішак · e6 чорний пішак · f6 чорний слон · h6 чорний пішак · d5 чорний кінь · b4 білий пішак · c4 білий слон · d4 білий пішак · e4 білий кінь · a3 білий пішак · d3 білий ферзь · e3 білий слон · f3 білий кінь · f2 білий пішак · g2 білий пішак · h2 білий пішак · c1 біла тура · d1 біла тура · g1 білий король | a8 чорна тура · c8 чорний слон · d8 чорна тура · g8 чорний король · a7 чорний ферзь · b7 чорний пішак · e7 чорний кінь · f7 чорний пішак · g7 чорний пішак · a6 чорний пішак · e6 чорний пішак · f6 чорний слон · h6 чорний пішак · d5 чорний кінь · b4 білий пішак · c4 білий слон · d4 білий пішак · e4 білий кінь · a3 білий пішак · d3 білий ферзь · e3 білий слон · f3 білий кінь · f2 білий пішак · g2 білий пішак · h2 білий пішак · c1 біла тура · d1 біла тура · g1 білий король | a8 чорна тура · c8 чорний слон · d8 чорна тура · g8 чорний король · a7 чорний ферзь · b7 чорний пішак · e7 чорний кінь · f7 чорний пішак · g7 чорний пішак · a6 чорний пішак · e6 чорний пішак · f6 чорний слон · h6 чорний пішак · d5 чорний кінь · b4 білий пішак · c4 білий слон · d4 білий пішак · e4 білий кінь · a3 білий пішак · d3 білий ферзь · e3 білий слон · f3 білий кінь · f2 білий пішак · g2 білий пішак · h2 білий пішак · c1 біла тура · d1 біла тура · g1 білий король | a8 чорна тура · c8 чорний слон · d8 чорна тура · g8 чорний король · a7 чорний ферзь · b7 чорний пішак · e7 чорний кінь · f7 чорний пішак · g7 чорний пішак · a6 чорний пішак · e6 чорний пішак · f6 чорний слон · h6 чорний пішак · d5 чорний кінь · b4 білий пішак · c4 білий слон · d4 білий пішак · e4 білий кінь · a3 білий пішак · d3 білий ферзь · e3 білий слон · f3 білий кінь · f2 білий пішак · g2 білий пішак · h2 білий пішак · c1 біла тура · d1 біла тура · g1 білий король | a8 чорна тура · c8 чорний слон · d8 чорна тура · g8 чорний король · a7 чорний ферзь · b7 чорний пішак · e7 чорний кінь · f7 чорний пішак · g7 чорний пішак · a6 чорний пішак · e6 чорний пішак · f6 чорний слон · h6 чорний пішак · d5 чорний кінь · b4 білий пішак · c4 білий слон · d4 білий пішак · e4 білий кінь · a3 білий пішак · d3 білий ферзь · e3 білий слон · f3 білий кінь · f2 білий пішак · g2 білий пішак · h2 білий пішак · c1 біла тура · d1 біла тура · g1 білий король | 2 |
| 1 | a8 чорна тура · c8 чорний слон · d8 чорна тура · g8 чорний король · a7 чорний ферзь · b7 чорний пішак · e7 чорний кінь · f7 чорний пішак · g7 чорний пішак · a6 чорний пішак · e6 чорний пішак · f6 чорний слон · h6 чорний пішак · d5 чорний кінь · b4 білий пішак · c4 білий слон · d4 білий пішак · e4 білий кінь · a3 білий пішак · d3 білий ферзь · e3 білий слон · f3 білий кінь · f2 білий пішак · g2 білий пішак · h2 білий пішак · c1 біла тура · d1 біла тура · g1 білий король | a8 чорна тура · c8 чорний слон · d8 чорна тура · g8 чорний король · a7 чорний ферзь · b7 чорний пішак · e7 чорний кінь · f7 чорний пішак · g7 чорний пішак · a6 чорний пішак · e6 чорний пішак · f6 чорний слон · h6 чорний пішак · d5 чорний кінь · b4 білий пішак · c4 білий слон · d4 білий пішак · e4 білий кінь · a3 білий пішак · d3 білий ферзь · e3 білий слон · f3 білий кінь · f2 білий пішак · g2 білий пішак · h2 білий пішак · c1 біла тура · d1 біла тура · g1 білий король | a8 чорна тура · c8 чорний слон · d8 чорна тура · g8 чорний король · a7 чорний ферзь · b7 чорний пішак · e7 чорний кінь · f7 чорний пішак · g7 чорний пішак · a6 чорний пішак · e6 чорний пішак · f6 чорний слон · h6 чорний пішак · d5 чорний кінь · b4 білий пішак · c4 білий слон · d4 білий пішак · e4 білий кінь · a3 білий пішак · d3 білий ферзь · e3 білий слон · f3 білий кінь · f2 білий пішак · g2 білий пішак · h2 білий пішак · c1 біла тура · d1 біла тура · g1 білий король | a8 чорна тура · c8 чорний слон · d8 чорна тура · g8 чорний король · a7 чорний ферзь · b7 чорний пішак · e7 чорний кінь · f7 чорний пішак · g7 чорний пішак · a6 чорний пішак · e6 чорний пішак · f6 чорний слон · h6 чорний пішак · d5 чорний кінь · b4 білий пішак · c4 білий слон · d4 білий пішак · e4 білий кінь · a3 білий пішак · d3 білий ферзь · e3 білий слон · f3 білий кінь · f2 білий пішак · g2 білий пішак · h2 білий пішак · c1 біла тура · d1 біла тура · g1 білий король | a8 чорна тура · c8 чорний слон · d8 чорна тура · g8 чорний король · a7 чорний ферзь · b7 чорний пішак · e7 чорний кінь · f7 чорний пішак · g7 чорний пішак · a6 чорний пішак · e6 чорний пішак · f6 чорний слон · h6 чорний пішак · d5 чорний кінь · b4 білий пішак · c4 білий слон · d4 білий пішак · e4 білий кінь · a3 білий пішак · d3 білий ферзь · e3 білий слон · f3 білий кінь · f2 білий пішак · g2 білий пішак · h2 білий пішак · c1 біла тура · d1 біла тура · g1 білий король | a8 чорна тура · c8 чорний слон · d8 чорна тура · g8 чорний король · a7 чорний ферзь · b7 чорний пішак · e7 чорний кінь · f7 чорний пішак · g7 чорний пішак · a6 чорний пішак · e6 чорний пішак · f6 чорний слон · h6 чорний пішак · d5 чорний кінь · b4 білий пішак · c4 білий слон · d4 білий пішак · e4 білий кінь · a3 білий пішак · d3 білий ферзь · e3 білий слон · f3 білий кінь · f2 білий пішак · g2 білий пішак · h2 білий пішак · c1 біла тура · d1 біла тура · g1 білий король | a8 чорна тура · c8 чорний слон · d8 чорна тура · g8 чорний король · a7 чорний ферзь · b7 чорний пішак · e7 чорний кінь · f7 чорний пішак · g7 чорний пішак · a6 чорний пішак · e6 чорний пішак · f6 чорний слон · h6 чорний пішак · d5 чорний кінь · b4 білий пішак · c4 білий слон · d4 білий пішак · e4 білий кінь · a3 білий пішак · d3 білий ферзь · e3 білий слон · f3 білий кінь · f2 білий пішак · g2 білий пішак · h2 білий пішак · c1 біла тура · d1 біла тура · g1 білий король | a8 чорна тура · c8 чорний слон · d8 чорна тура · g8 чорний король · a7 чорний ферзь · b7 чорний пішак · e7 чорний кінь · f7 чорний пішак · g7 чорний пішак · a6 чорний пішак · e6 чорний пішак · f6 чорний слон · h6 чорний пішак · d5 чорний кінь · b4 білий пішак · c4 білий слон · d4 білий пішак · e4 білий кінь · a3 білий пішак · d3 білий ферзь · e3 білий слон · f3 білий кінь · f2 білий пішак · g2 білий пішак · h2 білий пішак · c1 біла тура · d1 біла тура · g1 білий король | 1 |
|   | a | b | c | d | e | f | g | h |   |

|   | a | b | c | d | e | f | g | h |   |
| 8 | a8 чорна тура · c8 чорний слон · d8 чорна тура · f8 чорний король · g8 чорний кінь · a7 чорний ферзь · b7 чорний пішак · e7 чорний слон · f7 чорний пішак · g7 чорний пішак · a6 чорний пішак · e6 чорний пішак · d5 чорний кінь · e5 білий кінь · g5 білий пішак · b4 білий пішак · c4 білий слон · d4 білий пішак · e4 білий кінь · a3 білий пішак · d3 білий ферзь · e3 білий слон · f2 білий пішак · c1 біла тура · d1 біла тура · g1 білий король | a8 чорна тура · c8 чорний слон · d8 чорна тура · f8 чорний король · g8 чорний кінь · a7 чорний ферзь · b7 чорний пішак · e7 чорний слон · f7 чорний пішак · g7 чорний пішак · a6 чорний пішак · e6 чорний пішак · d5 чорний кінь · e5 білий кінь · g5 білий пішак · b4 білий пішак · c4 білий слон · d4 білий пішак · e4 білий кінь · a3 білий пішак · d3 білий ферзь · e3 білий слон · f2 білий пішак · c1 біла тура · d1 біла тура · g1 білий король | a8 чорна тура · c8 чорний слон · d8 чорна тура · f8 чорний король · g8 чорний кінь · a7 чорний ферзь · b7 чорний пішак · e7 чорний слон · f7 чорний пішак · g7 чорний пішак · a6 чорний пішак · e6 чорний пішак · d5 чорний кінь · e5 білий кінь · g5 білий пішак · b4 білий пішак · c4 білий слон · d4 білий пішак · e4 білий кінь · a3 білий пішак · d3 білий ферзь · e3 білий слон · f2 білий пішак · c1 біла тура · d1 біла тура · g1 білий король | a8 чорна тура · c8 чорний слон · d8 чорна тура · f8 чорний король · g8 чорний кінь · a7 чорний ферзь · b7 чорний пішак · e7 чорний слон · f7 чорний пішак · g7 чорний пішак · a6 чорний пішак · e6 чорний пішак · d5 чорний кінь · e5 білий кінь · g5 білий пішак · b4 білий пішак · c4 білий слон · d4 білий пішак · e4 білий кінь · a3 білий пішак · d3 білий ферзь · e3 білий слон · f2 білий пішак · c1 біла тура · d1 біла тура · g1 білий король | a8 чорна тура · c8 чорний слон · d8 чорна тура · f8 чорний король · g8 чорний кінь · a7 чорний ферзь · b7 чорний пішак · e7 чорний слон · f7 чорний пішак · g7 чорний пішак · a6 чорний пішак · e6 чорний пішак · d5 чорний кінь · e5 білий кінь · g5 білий пішак · b4 білий пішак · c4 білий слон · d4 білий пішак · e4 білий кінь · a3 білий пішак · d3 білий ферзь · e3 білий слон · f2 білий пішак · c1 біла тура · d1 біла тура · g1 білий король | a8 чорна тура · c8 чорний слон · d8 чорна тура · f8 чорний король · g8 чорний кінь · a7 чорний ферзь · b7 чорний пішак · e7 чорний слон · f7 чорний пішак · g7 чорний пішак · a6 чорний пішак · e6 чорний пішак · d5 чорний кінь · e5 білий кінь · g5 білий пішак · b4 білий пішак · c4 білий слон · d4 білий пішак · e4 білий кінь · a3 білий пішак · d3 білий ферзь · e3 білий слон · f2 білий пішак · c1 біла тура · d1 біла тура · g1 білий король | a8 чорна тура · c8 чорний слон · d8 чорна тура · f8 чорний король · g8 чорний кінь · a7 чорний ферзь · b7 чорний пішак · e7 чорний слон · f7 чорний пішак · g7 чорний пішак · a6 чорний пішак · e6 чорний пішак · d5 чорний кінь · e5 білий кінь · g5 білий пішак · b4 білий пішак · c4 білий слон · d4 білий пішак · e4 білий кінь · a3 білий пішак · d3 білий ферзь · e3 білий слон · f2 білий пішак · c1 біла тура · d1 біла тура · g1 білий король | a8 чорна тура · c8 чорний слон · d8 чорна тура · f8 чорний король · g8 чорний кінь · a7 чорний ферзь · b7 чорний пішак · e7 чорний слон · f7 чорний пішак · g7 чорний пішак · a6 чорний пішак · e6 чорний пішак · d5 чорний кінь · e5 білий кінь · g5 білий пішак · b4 білий пішак · c4 білий слон · d4 білий пішак · e4 білий кінь · a3 білий пішак · d3 білий ферзь · e3 білий слон · f2 білий пішак · c1 біла тура · d1 біла тура · g1 білий король | 8 |
| 7 | a8 чорна тура · c8 чорний слон · d8 чорна тура · f8 чорний король · g8 чорний кінь · a7 чорний ферзь · b7 чорний пішак · e7 чорний слон · f7 чорний пішак · g7 чорний пішак · a6 чорний пішак · e6 чорний пішак · d5 чорний кінь · e5 білий кінь · g5 білий пішак · b4 білий пішак · c4 білий слон · d4 білий пішак · e4 білий кінь · a3 білий пішак · d3 білий ферзь · e3 білий слон · f2 білий пішак · c1 біла тура · d1 біла тура · g1 білий король | a8 чорна тура · c8 чорний слон · d8 чорна тура · f8 чорний король · g8 чорний кінь · a7 чорний ферзь · b7 чорний пішак · e7 чорний слон · f7 чорний пішак · g7 чорний пішак · a6 чорний пішак · e6 чорний пішак · d5 чорний кінь · e5 білий кінь · g5 білий пішак · b4 білий пішак · c4 білий слон · d4 білий пішак · e4 білий кінь · a3 білий пішак · d3 білий ферзь · e3 білий слон · f2 білий пішак · c1 біла тура · d1 біла тура · g1 білий король | a8 чорна тура · c8 чорний слон · d8 чорна тура · f8 чорний король · g8 чорний кінь · a7 чорний ферзь · b7 чорний пішак · e7 чорний слон · f7 чорний пішак · g7 чорний пішак · a6 чорний пішак · e6 чорний пішак · d5 чорний кінь · e5 білий кінь · g5 білий пішак · b4 білий пішак · c4 білий слон · d4 білий пішак · e4 білий кінь · a3 білий пішак · d3 білий ферзь · e3 білий слон · f2 білий пішак · c1 біла тура · d1 біла тура · g1 білий король | a8 чорна тура · c8 чорний слон · d8 чорна тура · f8 чорний король · g8 чорний кінь · a7 чорний ферзь · b7 чорний пішак · e7 чорний слон · f7 чорний пішак · g7 чорний пішак · a6 чорний пішак · e6 чорний пішак · d5 чорний кінь · e5 білий кінь · g5 білий пішак · b4 білий пішак · c4 білий слон · d4 білий пішак · e4 білий кінь · a3 білий пішак · d3 білий ферзь · e3 білий слон · f2 білий пішак · c1 біла тура · d1 біла тура · g1 білий король | a8 чорна тура · c8 чорний слон · d8 чорна тура · f8 чорний король · g8 чорний кінь · a7 чорний ферзь · b7 чорний пішак · e7 чорний слон · f7 чорний пішак · g7 чорний пішак · a6 чорний пішак · e6 чорний пішак · d5 чорний кінь · e5 білий кінь · g5 білий пішак · b4 білий пішак · c4 білий слон · d4 білий пішак · e4 білий кінь · a3 білий пішак · d3 білий ферзь · e3 білий слон · f2 білий пішак · c1 біла тура · d1 біла тура · g1 білий король | a8 чорна тура · c8 чорний слон · d8 чорна тура · f8 чорний король · g8 чорний кінь · a7 чорний ферзь · b7 чорний пішак · e7 чорний слон · f7 чорний пішак · g7 чорний пішак · a6 чорний пішак · e6 чорний пішак · d5 чорний кінь · e5 білий кінь · g5 білий пішак · b4 білий пішак · c4 білий слон · d4 білий пішак · e4 білий кінь · a3 білий пішак · d3 білий ферзь · e3 білий слон · f2 білий пішак · c1 біла тура · d1 біла тура · g1 білий король | a8 чорна тура · c8 чорний слон · d8 чорна тура · f8 чорний король · g8 чорний кінь · a7 чорний ферзь · b7 чорний пішак · e7 чорний слон · f7 чорний пішак · g7 чорний пішак · a6 чорний пішак · e6 чорний пішак · d5 чорний кінь · e5 білий кінь · g5 білий пішак · b4 білий пішак · c4 білий слон · d4 білий пішак · e4 білий кінь · a3 білий пішак · d3 білий ферзь · e3 білий слон · f2 білий пішак · c1 біла тура · d1 біла тура · g1 білий король | a8 чорна тура · c8 чорний слон · d8 чорна тура · f8 чорний король · g8 чорний кінь · a7 чорний ферзь · b7 чорний пішак · e7 чорний слон · f7 чорний пішак · g7 чорний пішак · a6 чорний пішак · e6 чорний пішак · d5 чорний кінь · e5 білий кінь · g5 білий пішак · b4 білий пішак · c4 білий слон · d4 білий пішак · e4 білий кінь · a3 білий пішак · d3 білий ферзь · e3 білий слон · f2 білий пішак · c1 біла тура · d1 біла тура · g1 білий король | 7 |
| 6 | a8 чорна тура · c8 чорний слон · d8 чорна тура · f8 чорний король · g8 чорний кінь · a7 чорний ферзь · b7 чорний пішак · e7 чорний слон · f7 чорний пішак · g7 чорний пішак · a6 чорний пішак · e6 чорний пішак · d5 чорний кінь · e5 білий кінь · g5 білий пішак · b4 білий пішак · c4 білий слон · d4 білий пішак · e4 білий кінь · a3 білий пішак · d3 білий ферзь · e3 білий слон · f2 білий пішак · c1 біла тура · d1 біла тура · g1 білий король | a8 чорна тура · c8 чорний слон · d8 чорна тура · f8 чорний король · g8 чорний кінь · a7 чорний ферзь · b7 чорний пішак · e7 чорний слон · f7 чорний пішак · g7 чорний пішак · a6 чорний пішак · e6 чорний пішак · d5 чорний кінь · e5 білий кінь · g5 білий пішак · b4 білий пішак · c4 білий слон · d4 білий пішак · e4 білий кінь · a3 білий пішак · d3 білий ферзь · e3 білий слон · f2 білий пішак · c1 біла тура · d1 біла тура · g1 білий король | a8 чорна тура · c8 чорний слон · d8 чорна тура · f8 чорний король · g8 чорний кінь · a7 чорний ферзь · b7 чорний пішак · e7 чорний слон · f7 чорний пішак · g7 чорний пішак · a6 чорний пішак · e6 чорний пішак · d5 чорний кінь · e5 білий кінь · g5 білий пішак · b4 білий пішак · c4 білий слон · d4 білий пішак · e4 білий кінь · a3 білий пішак · d3 білий ферзь · e3 білий слон · f2 білий пішак · c1 біла тура · d1 біла тура · g1 білий король | a8 чорна тура · c8 чорний слон · d8 чорна тура · f8 чорний король · g8 чорний кінь · a7 чорний ферзь · b7 чорний пішак · e7 чорний слон · f7 чорний пішак · g7 чорний пішак · a6 чорний пішак · e6 чорний пішак · d5 чорний кінь · e5 білий кінь · g5 білий пішак · b4 білий пішак · c4 білий слон · d4 білий пішак · e4 білий кінь · a3 білий пішак · d3 білий ферзь · e3 білий слон · f2 білий пішак · c1 біла тура · d1 біла тура · g1 білий король | a8 чорна тура · c8 чорний слон · d8 чорна тура · f8 чорний король · g8 чорний кінь · a7 чорний ферзь · b7 чорний пішак · e7 чорний слон · f7 чорний пішак · g7 чорний пішак · a6 чорний пішак · e6 чорний пішак · d5 чорний кінь · e5 білий кінь · g5 білий пішак · b4 білий пішак · c4 білий слон · d4 білий пішак · e4 білий кінь · a3 білий пішак · d3 білий ферзь · e3 білий слон · f2 білий пішак · c1 біла тура · d1 біла тура · g1 білий король | a8 чорна тура · c8 чорний слон · d8 чорна тура · f8 чорний король · g8 чорний кінь · a7 чорний ферзь · b7 чорний пішак · e7 чорний слон · f7 чорний пішак · g7 чорний пішак · a6 чорний пішак · e6 чорний пішак · d5 чорний кінь · e5 білий кінь · g5 білий пішак · b4 білий пішак · c4 білий слон · d4 білий пішак · e4 білий кінь · a3 білий пішак · d3 білий ферзь · e3 білий слон · f2 білий пішак · c1 біла тура · d1 біла тура · g1 білий король | a8 чорна тура · c8 чорний слон · d8 чорна тура · f8 чорний король · g8 чорний кінь · a7 чорний ферзь · b7 чорний пішак · e7 чорний слон · f7 чорний пішак · g7 чорний пішак · a6 чорний пішак · e6 чорний пішак · d5 чорний кінь · e5 білий кінь · g5 білий пішак · b4 білий пішак · c4 білий слон · d4 білий пішак · e4 білий кінь · a3 білий пішак · d3 білий ферзь · e3 білий слон · f2 білий пішак · c1 біла тура · d1 біла тура · g1 білий король | a8 чорна тура · c8 чорний слон · d8 чорна тура · f8 чорний король · g8 чорний кінь · a7 чорний ферзь · b7 чорний пішак · e7 чорний слон · f7 чорний пішак · g7 чорний пішак · a6 чорний пішак · e6 чорний пішак · d5 чорний кінь · e5 білий кінь · g5 білий пішак · b4 білий пішак · c4 білий слон · d4 білий пішак · e4 білий кінь · a3 білий пішак · d3 білий ферзь · e3 білий слон · f2 білий пішак · c1 біла тура · d1 біла тура · g1 білий король | 6 |
| 5 | a8 чорна тура · c8 чорний слон · d8 чорна тура · f8 чорний король · g8 чорний кінь · a7 чорний ферзь · b7 чорний пішак · e7 чорний слон · f7 чорний пішак · g7 чорний пішак · a6 чорний пішак · e6 чорний пішак · d5 чорний кінь · e5 білий кінь · g5 білий пішак · b4 білий пішак · c4 білий слон · d4 білий пішак · e4 білий кінь · a3 білий пішак · d3 білий ферзь · e3 білий слон · f2 білий пішак · c1 біла тура · d1 біла тура · g1 білий король | a8 чорна тура · c8 чорний слон · d8 чорна тура · f8 чорний король · g8 чорний кінь · a7 чорний ферзь · b7 чорний пішак · e7 чорний слон · f7 чорний пішак · g7 чорний пішак · a6 чорний пішак · e6 чорний пішак · d5 чорний кінь · e5 білий кінь · g5 білий пішак · b4 білий пішак · c4 білий слон · d4 білий пішак · e4 білий кінь · a3 білий пішак · d3 білий ферзь · e3 білий слон · f2 білий пішак · c1 біла тура · d1 біла тура · g1 білий король | a8 чорна тура · c8 чорний слон · d8 чорна тура · f8 чорний король · g8 чорний кінь · a7 чорний ферзь · b7 чорний пішак · e7 чорний слон · f7 чорний пішак · g7 чорний пішак · a6 чорний пішак · e6 чорний пішак · d5 чорний кінь · e5 білий кінь · g5 білий пішак · b4 білий пішак · c4 білий слон · d4 білий пішак · e4 білий кінь · a3 білий пішак · d3 білий ферзь · e3 білий слон · f2 білий пішак · c1 біла тура · d1 біла тура · g1 білий король | a8 чорна тура · c8 чорний слон · d8 чорна тура · f8 чорний король · g8 чорний кінь · a7 чорний ферзь · b7 чорний пішак · e7 чорний слон · f7 чорний пішак · g7 чорний пішак · a6 чорний пішак · e6 чорний пішак · d5 чорний кінь · e5 білий кінь · g5 білий пішак · b4 білий пішак · c4 білий слон · d4 білий пішак · e4 білий кінь · a3 білий пішак · d3 білий ферзь · e3 білий слон · f2 білий пішак · c1 біла тура · d1 біла тура · g1 білий король | a8 чорна тура · c8 чорний слон · d8 чорна тура · f8 чорний король · g8 чорний кінь · a7 чорний ферзь · b7 чорний пішак · e7 чорний слон · f7 чорний пішак · g7 чорний пішак · a6 чорний пішак · e6 чорний пішак · d5 чорний кінь · e5 білий кінь · g5 білий пішак · b4 білий пішак · c4 білий слон · d4 білий пішак · e4 білий кінь · a3 білий пішак · d3 білий ферзь · e3 білий слон · f2 білий пішак · c1 біла тура · d1 біла тура · g1 білий король | a8 чорна тура · c8 чорний слон · d8 чорна тура · f8 чорний король · g8 чорний кінь · a7 чорний ферзь · b7 чорний пішак · e7 чорний слон · f7 чорний пішак · g7 чорний пішак · a6 чорний пішак · e6 чорний пішак · d5 чорний кінь · e5 білий кінь · g5 білий пішак · b4 білий пішак · c4 білий слон · d4 білий пішак · e4 білий кінь · a3 білий пішак · d3 білий ферзь · e3 білий слон · f2 білий пішак · c1 біла тура · d1 біла тура · g1 білий король | a8 чорна тура · c8 чорний слон · d8 чорна тура · f8 чорний король · g8 чорний кінь · a7 чорний ферзь · b7 чорний пішак · e7 чорний слон · f7 чорний пішак · g7 чорний пішак · a6 чорний пішак · e6 чорний пішак · d5 чорний кінь · e5 білий кінь · g5 білий пішак · b4 білий пішак · c4 білий слон · d4 білий пішак · e4 білий кінь · a3 білий пішак · d3 білий ферзь · e3 білий слон · f2 білий пішак · c1 біла тура · d1 біла тура · g1 білий король | a8 чорна тура · c8 чорний слон · d8 чорна тура · f8 чорний король · g8 чорний кінь · a7 чорний ферзь · b7 чорний пішак · e7 чорний слон · f7 чорний пішак · g7 чорний пішак · a6 чорний пішак · e6 чорний пішак · d5 чорний кінь · e5 білий кінь · g5 білий пішак · b4 білий пішак · c4 білий слон · d4 білий пішак · e4 білий кінь · a3 білий пішак · d3 білий ферзь · e3 білий слон · f2 білий пішак · c1 біла тура · d1 біла тура · g1 білий король | 5 |
| 4 | a8 чорна тура · c8 чорний слон · d8 чорна тура · f8 чорний король · g8 чорний кінь · a7 чорний ферзь · b7 чорний пішак · e7 чорний слон · f7 чорний пішак · g7 чорний пішак · a6 чорний пішак · e6 чорний пішак · d5 чорний кінь · e5 білий кінь · g5 білий пішак · b4 білий пішак · c4 білий слон · d4 білий пішак · e4 білий кінь · a3 білий пішак · d3 білий ферзь · e3 білий слон · f2 білий пішак · c1 біла тура · d1 біла тура · g1 білий король | a8 чорна тура · c8 чорний слон · d8 чорна тура · f8 чорний король · g8 чорний кінь · a7 чорний ферзь · b7 чорний пішак · e7 чорний слон · f7 чорний пішак · g7 чорний пішак · a6 чорний пішак · e6 чорний пішак · d5 чорний кінь · e5 білий кінь · g5 білий пішак · b4 білий пішак · c4 білий слон · d4 білий пішак · e4 білий кінь · a3 білий пішак · d3 білий ферзь · e3 білий слон · f2 білий пішак · c1 біла тура · d1 біла тура · g1 білий король | a8 чорна тура · c8 чорний слон · d8 чорна тура · f8 чорний король · g8 чорний кінь · a7 чорний ферзь · b7 чорний пішак · e7 чорний слон · f7 чорний пішак · g7 чорний пішак · a6 чорний пішак · e6 чорний пішак · d5 чорний кінь · e5 білий кінь · g5 білий пішак · b4 білий пішак · c4 білий слон · d4 білий пішак · e4 білий кінь · a3 білий пішак · d3 білий ферзь · e3 білий слон · f2 білий пішак · c1 біла тура · d1 біла тура · g1 білий король | a8 чорна тура · c8 чорний слон · d8 чорна тура · f8 чорний король · g8 чорний кінь · a7 чорний ферзь · b7 чорний пішак · e7 чорний слон · f7 чорний пішак · g7 чорний пішак · a6 чорний пішак · e6 чорний пішак · d5 чорний кінь · e5 білий кінь · g5 білий пішак · b4 білий пішак · c4 білий слон · d4 білий пішак · e4 білий кінь · a3 білий пішак · d3 білий ферзь · e3 білий слон · f2 білий пішак · c1 біла тура · d1 біла тура · g1 білий король | a8 чорна тура · c8 чорний слон · d8 чорна тура · f8 чорний король · g8 чорний кінь · a7 чорний ферзь · b7 чорний пішак · e7 чорний слон · f7 чорний пішак · g7 чорний пішак · a6 чорний пішак · e6 чорний пішак · d5 чорний кінь · e5 білий кінь · g5 білий пішак · b4 білий пішак · c4 білий слон · d4 білий пішак · e4 білий кінь · a3 білий пішак · d3 білий ферзь · e3 білий слон · f2 білий пішак · c1 біла тура · d1 біла тура · g1 білий король | a8 чорна тура · c8 чорний слон · d8 чорна тура · f8 чорний король · g8 чорний кінь · a7 чорний ферзь · b7 чорний пішак · e7 чорний слон · f7 чорний пішак · g7 чорний пішак · a6 чорний пішак · e6 чорний пішак · d5 чорний кінь · e5 білий кінь · g5 білий пішак · b4 білий пішак · c4 білий слон · d4 білий пішак · e4 білий кінь · a3 білий пішак · d3 білий ферзь · e3 білий слон · f2 білий пішак · c1 біла тура · d1 біла тура · g1 білий король | a8 чорна тура · c8 чорний слон · d8 чорна тура · f8 чорний король · g8 чорний кінь · a7 чорний ферзь · b7 чорний пішак · e7 чорний слон · f7 чорний пішак · g7 чорний пішак · a6 чорний пішак · e6 чорний пішак · d5 чорний кінь · e5 білий кінь · g5 білий пішак · b4 білий пішак · c4 білий слон · d4 білий пішак · e4 білий кінь · a3 білий пішак · d3 білий ферзь · e3 білий слон · f2 білий пішак · c1 біла тура · d1 біла тура · g1 білий король | a8 чорна тура · c8 чорний слон · d8 чорна тура · f8 чорний король · g8 чорний кінь · a7 чорний ферзь · b7 чорний пішак · e7 чорний слон · f7 чорний пішак · g7 чорний пішак · a6 чорний пішак · e6 чорний пішак · d5 чорний кінь · e5 білий кінь · g5 білий пішак · b4 білий пішак · c4 білий слон · d4 білий пішак · e4 білий кінь · a3 білий пішак · d3 білий ферзь · e3 білий слон · f2 білий пішак · c1 біла тура · d1 біла тура · g1 білий король | 4 |
| 3 | a8 чорна тура · c8 чорний слон · d8 чорна тура · f8 чорний король · g8 чорний кінь · a7 чорний ферзь · b7 чорний пішак · e7 чорний слон · f7 чорний пішак · g7 чорний пішак · a6 чорний пішак · e6 чорний пішак · d5 чорний кінь · e5 білий кінь · g5 білий пішак · b4 білий пішак · c4 білий слон · d4 білий пішак · e4 білий кінь · a3 білий пішак · d3 білий ферзь · e3 білий слон · f2 білий пішак · c1 біла тура · d1 біла тура · g1 білий король | a8 чорна тура · c8 чорний слон · d8 чорна тура · f8 чорний король · g8 чорний кінь · a7 чорний ферзь · b7 чорний пішак · e7 чорний слон · f7 чорний пішак · g7 чорний пішак · a6 чорний пішак · e6 чорний пішак · d5 чорний кінь · e5 білий кінь · g5 білий пішак · b4 білий пішак · c4 білий слон · d4 білий пішак · e4 білий кінь · a3 білий пішак · d3 білий ферзь · e3 білий слон · f2 білий пішак · c1 біла тура · d1 біла тура · g1 білий король | a8 чорна тура · c8 чорний слон · d8 чорна тура · f8 чорний король · g8 чорний кінь · a7 чорний ферзь · b7 чорний пішак · e7 чорний слон · f7 чорний пішак · g7 чорний пішак · a6 чорний пішак · e6 чорний пішак · d5 чорний кінь · e5 білий кінь · g5 білий пішак · b4 білий пішак · c4 білий слон · d4 білий пішак · e4 білий кінь · a3 білий пішак · d3 білий ферзь · e3 білий слон · f2 білий пішак · c1 біла тура · d1 біла тура · g1 білий король | a8 чорна тура · c8 чорний слон · d8 чорна тура · f8 чорний король · g8 чорний кінь · a7 чорний ферзь · b7 чорний пішак · e7 чорний слон · f7 чорний пішак · g7 чорний пішак · a6 чорний пішак · e6 чорний пішак · d5 чорний кінь · e5 білий кінь · g5 білий пішак · b4 білий пішак · c4 білий слон · d4 білий пішак · e4 білий кінь · a3 білий пішак · d3 білий ферзь · e3 білий слон · f2 білий пішак · c1 біла тура · d1 біла тура · g1 білий король | a8 чорна тура · c8 чорний слон · d8 чорна тура · f8 чорний король · g8 чорний кінь · a7 чорний ферзь · b7 чорний пішак · e7 чорний слон · f7 чорний пішак · g7 чорний пішак · a6 чорний пішак · e6 чорний пішак · d5 чорний кінь · e5 білий кінь · g5 білий пішак · b4 білий пішак · c4 білий слон · d4 білий пішак · e4 білий кінь · a3 білий пішак · d3 білий ферзь · e3 білий слон · f2 білий пішак · c1 біла тура · d1 біла тура · g1 білий король | a8 чорна тура · c8 чорний слон · d8 чорна тура · f8 чорний король · g8 чорний кінь · a7 чорний ферзь · b7 чорний пішак · e7 чорний слон · f7 чорний пішак · g7 чорний пішак · a6 чорний пішак · e6 чорний пішак · d5 чорний кінь · e5 білий кінь · g5 білий пішак · b4 білий пішак · c4 білий слон · d4 білий пішак · e4 білий кінь · a3 білий пішак · d3 білий ферзь · e3 білий слон · f2 білий пішак · c1 біла тура · d1 біла тура · g1 білий король | a8 чорна тура · c8 чорний слон · d8 чорна тура · f8 чорний король · g8 чорний кінь · a7 чорний ферзь · b7 чорний пішак · e7 чорний слон · f7 чорний пішак · g7 чорний пішак · a6 чорний пішак · e6 чорний пішак · d5 чорний кінь · e5 білий кінь · g5 білий пішак · b4 білий пішак · c4 білий слон · d4 білий пішак · e4 білий кінь · a3 білий пішак · d3 білий ферзь · e3 білий слон · f2 білий пішак · c1 біла тура · d1 біла тура · g1 білий король | a8 чорна тура · c8 чорний слон · d8 чорна тура · f8 чорний король · g8 чорний кінь · a7 чорний ферзь · b7 чорний пішак · e7 чорний слон · f7 чорний пішак · g7 чорний пішак · a6 чорний пішак · e6 чорний пішак · d5 чорний кінь · e5 білий кінь · g5 білий пішак · b4 білий пішак · c4 білий слон · d4 білий пішак · e4 білий кінь · a3 білий пішак · d3 білий ферзь · e3 білий слон · f2 білий пішак · c1 біла тура · d1 біла тура · g1 білий король | 3 |
| 2 | a8 чорна тура · c8 чорний слон · d8 чорна тура · f8 чорний король · g8 чорний кінь · a7 чорний ферзь · b7 чорний пішак · e7 чорний слон · f7 чорний пішак · g7 чорний пішак · a6 чорний пішак · e6 чорний пішак · d5 чорний кінь · e5 білий кінь · g5 білий пішак · b4 білий пішак · c4 білий слон · d4 білий пішак · e4 білий кінь · a3 білий пішак · d3 білий ферзь · e3 білий слон · f2 білий пішак · c1 біла тура · d1 біла тура · g1 білий король | a8 чорна тура · c8 чорний слон · d8 чорна тура · f8 чорний король · g8 чорний кінь · a7 чорний ферзь · b7 чорний пішак · e7 чорний слон · f7 чорний пішак · g7 чорний пішак · a6 чорний пішак · e6 чорний пішак · d5 чорний кінь · e5 білий кінь · g5 білий пішак · b4 білий пішак · c4 білий слон · d4 білий пішак · e4 білий кінь · a3 білий пішак · d3 білий ферзь · e3 білий слон · f2 білий пішак · c1 біла тура · d1 біла тура · g1 білий король | a8 чорна тура · c8 чорний слон · d8 чорна тура · f8 чорний король · g8 чорний кінь · a7 чорний ферзь · b7 чорний пішак · e7 чорний слон · f7 чорний пішак · g7 чорний пішак · a6 чорний пішак · e6 чорний пішак · d5 чорний кінь · e5 білий кінь · g5 білий пішак · b4 білий пішак · c4 білий слон · d4 білий пішак · e4 білий кінь · a3 білий пішак · d3 білий ферзь · e3 білий слон · f2 білий пішак · c1 біла тура · d1 біла тура · g1 білий король | a8 чорна тура · c8 чорний слон · d8 чорна тура · f8 чорний король · g8 чорний кінь · a7 чорний ферзь · b7 чорний пішак · e7 чорний слон · f7 чорний пішак · g7 чорний пішак · a6 чорний пішак · e6 чорний пішак · d5 чорний кінь · e5 білий кінь · g5 білий пішак · b4 білий пішак · c4 білий слон · d4 білий пішак · e4 білий кінь · a3 білий пішак · d3 білий ферзь · e3 білий слон · f2 білий пішак · c1 біла тура · d1 біла тура · g1 білий король | a8 чорна тура · c8 чорний слон · d8 чорна тура · f8 чорний король · g8 чорний кінь · a7 чорний ферзь · b7 чорний пішак · e7 чорний слон · f7 чорний пішак · g7 чорний пішак · a6 чорний пішак · e6 чорний пішак · d5 чорний кінь · e5 білий кінь · g5 білий пішак · b4 білий пішак · c4 білий слон · d4 білий пішак · e4 білий кінь · a3 білий пішак · d3 білий ферзь · e3 білий слон · f2 білий пішак · c1 біла тура · d1 біла тура · g1 білий король | a8 чорна тура · c8 чорний слон · d8 чорна тура · f8 чорний король · g8 чорний кінь · a7 чорний ферзь · b7 чорний пішак · e7 чорний слон · f7 чорний пішак · g7 чорний пішак · a6 чорний пішак · e6 чорний пішак · d5 чорний кінь · e5 білий кінь · g5 білий пішак · b4 білий пішак · c4 білий слон · d4 білий пішак · e4 білий кінь · a3 білий пішак · d3 білий ферзь · e3 білий слон · f2 білий пішак · c1 біла тура · d1 біла тура · g1 білий король | a8 чорна тура · c8 чорний слон · d8 чорна тура · f8 чорний король · g8 чорний кінь · a7 чорний ферзь · b7 чорний пішак · e7 чорний слон · f7 чорний пішак · g7 чорний пішак · a6 чорний пішак · e6 чорний пішак · d5 чорний кінь · e5 білий кінь · g5 білий пішак · b4 білий пішак · c4 білий слон · d4 білий пішак · e4 білий кінь · a3 білий пішак · d3 білий ферзь · e3 білий слон · f2 білий пішак · c1 біла тура · d1 біла тура · g1 білий король | a8 чорна тура · c8 чорний слон · d8 чорна тура · f8 чорний король · g8 чорний кінь · a7 чорний ферзь · b7 чорний пішак · e7 чорний слон · f7 чорний пішак · g7 чорний пішак · a6 чорний пішак · e6 чорний пішак · d5 чорний кінь · e5 білий кінь · g5 білий пішак · b4 білий пішак · c4 білий слон · d4 білий пішак · e4 білий кінь · a3 білий пішак · d3 білий ферзь · e3 білий слон · f2 білий пішак · c1 біла тура · d1 біла тура · g1 білий король | 2 |
| 1 | a8 чорна тура · c8 чорний слон · d8 чорна тура · f8 чорний король · g8 чорний кінь · a7 чорний ферзь · b7 чорний пішак · e7 чорний слон · f7 чорний пішак · g7 чорний пішак · a6 чорний пішак · e6 чорний пішак · d5 чорний кінь · e5 білий кінь · g5 білий пішак · b4 білий пішак · c4 білий слон · d4 білий пішак · e4 білий кінь · a3 білий пішак · d3 білий ферзь · e3 білий слон · f2 білий пішак · c1 біла тура · d1 біла тура · g1 білий король | a8 чорна тура · c8 чорний слон · d8 чорна тура · f8 чорний король · g8 чорний кінь · a7 чорний ферзь · b7 чорний пішак · e7 чорний слон · f7 чорний пішак · g7 чорний пішак · a6 чорний пішак · e6 чорний пішак · d5 чорний кінь · e5 білий кінь · g5 білий пішак · b4 білий пішак · c4 білий слон · d4 білий пішак · e4 білий кінь · a3 білий пішак · d3 білий ферзь · e3 білий слон · f2 білий пішак · c1 біла тура · d1 біла тура · g1 білий король | a8 чорна тура · c8 чорний слон · d8 чорна тура · f8 чорний король · g8 чорний кінь · a7 чорний ферзь · b7 чорний пішак · e7 чорний слон · f7 чорний пішак · g7 чорний пішак · a6 чорний пішак · e6 чорний пішак · d5 чорний кінь · e5 білий кінь · g5 білий пішак · b4 білий пішак · c4 білий слон · d4 білий пішак · e4 білий кінь · a3 білий пішак · d3 білий ферзь · e3 білий слон · f2 білий пішак · c1 біла тура · d1 біла тура · g1 білий король | a8 чорна тура · c8 чорний слон · d8 чорна тура · f8 чорний король · g8 чорний кінь · a7 чорний ферзь · b7 чорний пішак · e7 чорний слон · f7 чорний пішак · g7 чорний пішак · a6 чорний пішак · e6 чорний пішак · d5 чорний кінь · e5 білий кінь · g5 білий пішак · b4 білий пішак · c4 білий слон · d4 білий пішак · e4 білий кінь · a3 білий пішак · d3 білий ферзь · e3 білий слон · f2 білий пішак · c1 біла тура · d1 біла тура · g1 білий король | a8 чорна тура · c8 чорний слон · d8 чорна тура · f8 чорний король · g8 чорний кінь · a7 чорний ферзь · b7 чорний пішак · e7 чорний слон · f7 чорний пішак · g7 чорний пішак · a6 чорний пішак · e6 чорний пішак · d5 чорний кінь · e5 білий кінь · g5 білий пішак · b4 білий пішак · c4 білий слон · d4 білий пішак · e4 білий кінь · a3 білий пішак · d3 білий ферзь · e3 білий слон · f2 білий пішак · c1 біла тура · d1 біла тура · g1 білий король | a8 чорна тура · c8 чорний слон · d8 чорна тура · f8 чорний король · g8 чорний кінь · a7 чорний ферзь · b7 чорний пішак · e7 чорний слон · f7 чорний пішак · g7 чорний пішак · a6 чорний пішак · e6 чорний пішак · d5 чорний кінь · e5 білий кінь · g5 білий пішак · b4 білий пішак · c4 білий слон · d4 білий пішак · e4 білий кінь · a3 білий пішак · d3 білий ферзь · e3 білий слон · f2 білий пішак · c1 біла тура · d1 біла тура · g1 білий король | a8 чорна тура · c8 чорний слон · d8 чорна тура · f8 чорний король · g8 чорний кінь · a7 чорний ферзь · b7 чорний пішак · e7 чорний слон · f7 чорний пішак · g7 чорний пішак · a6 чорний пішак · e6 чорний пішак · d5 чорний кінь · e5 білий кінь · g5 білий пішак · b4 білий пішак · c4 білий слон · d4 білий пішак · e4 білий кінь · a3 білий пішак · d3 білий ферзь · e3 білий слон · f2 білий пішак · c1 біла тура · d1 біла тура · g1 білий король | a8 чорна тура · c8 чорний слон · d8 чорна тура · f8 чорний король · g8 чорний кінь · a7 чорний ферзь · b7 чорний пішак · e7 чорний слон · f7 чорний пішак · g7 чорний пішак · a6 чорний пішак · e6 чорний пішак · d5 чорний кінь · e5 білий кінь · g5 білий пішак · b4 білий пішак · c4 білий слон · d4 білий пішак · e4 білий кінь · a3 білий пішак · d3 білий ферзь · e3 білий слон · f2 білий пішак · c1 біла тура · d1 біла тура · g1 білий король | 1 |
|   | a | b | c | d | e | f | g | h |   |